# Hedwig and the Angry Inch
Pour l’article homonyme, voir Hedwig and the Angry Inch (film).
Hedwig and the Angry Inch est une comédie musicale off-Broadway de 1998. Le texte est signé par John Cameron Mitchell et la musique par Stephen Trask.
Elle a été adaptée en film en 2001 par John Cameron Mitchell.
Les droits de représentation en public sont libres depuis peu, autorisant la production amateur du spectacle dans le monde.

## Synopsis
L'intrigue tourne autour de Hedwig, une vedette de rock transgenre, cheffe du groupe appelé The Angry Inch.

## Productions
John Cameron Mitchell, créateur de la pièce et réalisateur de son adaptation cinématographique, a également créé le rôle d'Hedwig à New York dès 1994, début des premières apparitions publiques du personnage.
À ses côtés, c'est Miriam Shor qui interprétait déjà le rôle d'Yitzhak, qu'elle reprit plus tard dans le film.
La pièce a connu de nombreuses adaptations et reprises à travers le monde : en tournée au Royaume-Uni (2004-2005) avec Nick Garrison dans le rôle-titre, dans une mise en scène de John Lynch, ou encore en Suède (2008) au City Theatre de Stockholm. Parmi les autres productions majeures, on retiendra la version péruvienne (Hedwig y la Pulgada Furiosa; avec Giovanni Ciccia) intégralement jouée et chantée en espagnol, ou encore une version coréenne mixant paroles originales en anglais et en coréen.
Une production française a tourné en région parisienne et en province de mars 2006 à novembre 2009. On retrouvait dans les rôles principaux Matthieu Bonicel (Hedwig) et la chanteuse Chem (Déborah Chamtob - Yitzhak). L'adaptation française du livret est cosignée par Baptiste Delval, Dan Heching et Guilain Roussel, qui assurait également la direction artistique du spectacle. Il assura notamment la mise en scène de la version initiale du spectacle en français pour sa première (20 mars 2006, Espace Reuilly, Paris) assisté par John Lynch, metteur en scène de la version anglaise de la comédie musicale.
La mise en scène connut par la suite de nombreuses évolutions avec un nouveau metteur en scène : Thomas Moulins.
Lors des dernières représentations de la version française de la pièce, le groupe était composé de Pascal Lajoye (Skszp - guitare et clavier), Alexis Maréchal (Krzysztof - guitare), Sébastien Léonet (Schlatko - batterie) et Olivier Mezzadri (Jacek - basse).
Une nouvelle production française est présentée en juillet 2023 au Théâtre le Rouge Gorge dans le cadre du Festival Off d'Avignon, dans une mise en scène et une scénographie de Dominique Guillo. L'adaptation française est signée Brice Hillairet et Dominique Guillo. Le spectacle est joué en français pour les parties parlées, et chanté en anglais surtitré et illustré. Hedwig est interprétée par Brice Hillairet, Molière de la Révélation Masculine 2020, accompagné d'Anthéa Chauvière (Yitzhak) et des quatre musiciens du groupe "Angry Inch" : Lucie Wendremaire (Schlatko - batterie), Louis Buisset (Krzysztof - guitare), Antonin Holub (Jacek - basse) et Raphaël Sanchez (Skszp - clavier). 
La pièce est reprise à Paris au Café de la Danse de septembre 2023 à février 2024, puis à La Scala de mars à mai puis en décembre 2024, et sera présentée en tournée francophone au printemps 2025. 

## Distinctions
- La pièce mise en scène et produite par Peter Askin a reçu un Village Voice Obie Award et le Outer Critics Circle Award de la meilleure comédie musicale off-Broadway.
- La première version française de la pièce a reçu le prix Coup de Cœur du Festival Ici et Demain organisé par la mairie de Paris. Elle a également été nommée dans la catégorie Meilleur comédie musicale dans une adaptation française à la cérémonie des Marius 2009.
- En 2014, la production de Broadway avec Neil Patrick Harris dans le rôle titre remporte le Tony Award de la meilleure reprise d'une comédie musicale.
- En 2024, la nouvelle version française est nommée dans 6 catégories des Trophées de la Comédie Musicale (spectacle musical, mise en scène, artiste interprète masculin, révélation féminine, scénographie, création costumes), et remporte deux récompenses : le Trophée du Spectacle Musical de l'année, et celui de l'Artiste Interprète Masculin pour Brice Hillairet.

## Reprises
En 2003, Off Records sort un album intitulé Wig in a Box, un hommage pour une œuvre de charité qui comprend des nouveautés autour de la mythologie de Hedwig. Les bénéfices de cet album furent reversés à The Hetrick-Martin Institute, organisme de la Harvey Milk School, un établissement pour les jeunes gays, lesbiennes, bisexuels, et transgenres.
Le groupe Type O Negative a repris Angry Inch sur son album de 2003 Life Is Killing Me.
Meat Loaf a repris Tear Me Down la même année sur son album Couldn't Have Said It Better, en adaptant certaines des paroles (surtout la partie parlée sur le mur de Berlin) de sorte que la chanson traite surtout du Texas et de la propre vie de Meat Loaf. Trask, qui a composé la musique était fortement influencé par les albums de Meat Loaf. Une scène coupée sur le DVD de Hedwig lui rend hommage de manière détournée, lorsque le manager de Hedwig, Phyllis Stein (Andrea Martin), critique le son du groupe au téléphone : « MEATLOAF..?! Bowie ! »
L'un des titres bonus de Damn Skippy, Pirate In A Box par Lemon Demon, est une parodie de Wig In a Box.
La version de Hedwig de Wicked Little Town apparaît sur l'album de Ben Jelen, Give It All Away en 2004.
Une version de The Origin of Love est chantée par Rufus Wainwright.
Hedwig a été créé pour la première fois en France par la troupe de théâtre musical des Frères Poussière au printemps 2006.
En mars 2020, il est annoncé que la quatrième saison de la série télévisée Riverdale contiendrait un épisode musical contenant les chansons d’Hedwig.
Dans cet épisode diffusé le 8 avril 2020, le lycée de la ville organise un spectacle de talent mais le directeur refuse que Kevin Keller interprète une chanson d’Hedwig. En signe de rebellion, il est décidé que chaque élève participant au spectacle chantera une chanson du spectacle en soutien à Kevin.
Comme pour les précédents épisodes musicaux de la série, un album contenant les reprises des chansons sera publié le lendemain de la diffusion de l'épisode.